# AMX-13
El AMX-13 es un tanque ligero francés, que fue producido desde 1952 hasta 1987. Sirvió en el Ejército francés con la designación Char 13t-75 Modèle 51 y se exportó a más de 25 países. Designado por su peso inicial de 13 t, que incluía un chasis resistente y fiable, estaba equipado con una inusual torreta oscilante GIAT y un sistema de carga del cañón tipo revólver, que también fue empleado en el SK-105 Kürassier austriaco. Contando a los prototipos y las versiones de exportación, tuvo más de cien variantes, inclusive cañones autopropulsados, sistemas antiaéreos, transportes blindados de personal y vehículos armados con misiles antitanque.

## Diseño y desarrollo

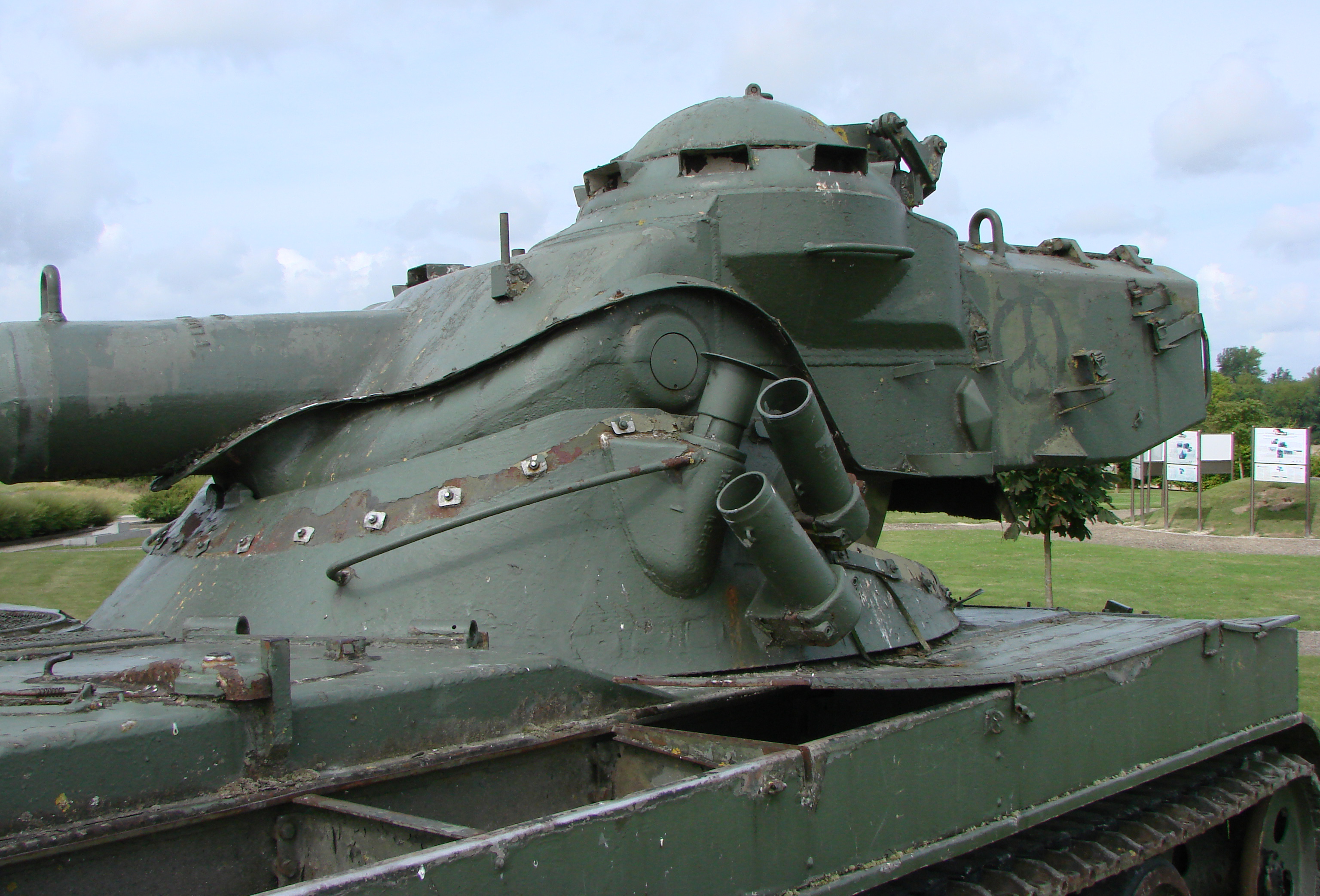
Acercamiento de la torreta oscilante.

Fue diseñado por la compañía Atelier de Construction d'Issy-les-Moulineaux en 1946 para cumplir con los requisitos solicitados para un vehículo aerotransportado de apoyo a paracaidistas. El primer prototipo fue terminado en 1948. El chasis compacto tenía suspensión de barra de torsión con cinco ruedas de rodaje y dos rodillos de retorno, el motor estaba instalado en la parte delantera derecha con el conductor a la izquierda. Cuenta con una poco frecuente torreta oscilante de dos partes FL-10, donde el cañón se fija a la torreta y toda su parte superior cambia de elevación. 
La torreta está montada en la parte posterior del vehículo y aloja al comandante y al artillero. El cañón de 75 mm original era cargado mediante un sistema de carga automática con dos cargadores de seis proyectiles, ubicados a ambos lados del cargador automático. Los 12 proyectiles disponibles en los cargadores de tambor posibilitaban a su tripulación atacar blancos con rapidez; sin embargo, al acabarse los proyectiles, el tanque tenía que retirarse a cubierto y la tripulación debía recargar proyectiles desde el exterior del vehículo.
La producción comenzó en el ARE (Atelier de Constructión Roanne) en 1952, con las primeras unidades entregadas al año siguiente. En 1964 la producción fue transferida a Creusot-Loire en Chalon-sur-Saône, ya que ARE se dedicó a la producción del AMX-30 y los números producidos disminuyeron significativamente.
Después de 1966, a los AMX-13 en servicio francés se les reemplazó el cañón de alta velocidad de 75 mm. ya obsoleto frente a los tanques más modernos por un cañón de velocidad media F3 de 90 mm. que disparaba proyectiles HEAT más eficaces. Esta variante fue designada AMX-13/90. El F3 era similar al cañón de baja velocidad DEFA D921/F1 desarrollado para el Panhard AML-90 e incluso empleaban el mismo proyectil, aunque tenía una velocidad de boca mucho más alta. A fines de la década de 1960, estaba disponible un modelo de exportación del AMX-13 armado con un cañón de 105 mm que iba dentro de una torreta FL-12. Este cañón era más eficaz y la misma torreta fue empleada por el tanque austriaco.
Aunque el diseño de la torreta tuvo muchas variantes en cambio el chasis básico permaneció casi inalterado hasta 1985, cuando se introdujeron cambios incluyendo un nuevo motor diésel, transmisión completamente automática y nueva suspensión hidroneumática. La producción se detuvo con el AMX-13 Modelo 1987. El soporte de ventas y actualizaciones todavía son ofrecidos a través de GIAT Industries,(ahora Nexter).
Entre los prototipos y las versiones de exportación hay más de un centenar de variantes, incluyendo cañones autopropulsados, sistemas antiaéreos, vehículos blindados, y versiones armadas con misiles antitanque. Se estima la producción total de la familia AMX-13 en 7.700 unidades, de los cuales alrededor de 3.400 fueron exportados. Fue un tanque muy popular en ventas debido al relativamente bajo precio y que el peso y tamaño contenido de adaptaban a infraestructuras de países de todo tipo y permitían equiparse con fuerzas acorazadas. Los israelíes sin embargo descubrieron en combate las limitaciones del diseño y que las misiones del tanque debían limitarse a reconocimiento o correr el riesgo de graves pérdidas.
El AMX-13 fue retirado de servicio en el Ejército francés en la década de 1980. Los actuales vehículos blindados franceses con un papel similar son el ERC 90 Sagaie y el AMX 10 RC.

### Características adicionales
- Distancia al suelo: 37 cm
- Vadeo: 60 cm
- Obstáculo vertical: 65 cm
- Cruce de trinchera: 1,6 m
- Gradiente: 60%
- Pendiente lateral: 60%
- Sistema NBC: No tiene.
- Equipos de visión nocturna: Opcionales.

## Historial de combate

### Francia
Durante la Crisis de Suez de 1956, el Ejército francés desplegó dos secciones de tanques AMX-13 del 2° Regimiento Extranjero de Caballería en Port Fouad. El AMX-13 también fue empleado de forma limitada en la guerra de Independencia de Argelia, debido al terreno accidentado en la mayor parte del país y que la mayoría de los combates con las guerrillas anticoloniales se llevaron a cabo en este difícil terreno. Francia también desplegó en Argelia algunos AMX-13 equipados con torretas del tanque ligero estadounidense M24 Chaffee.

### India
Durante la guerra indo-pakistaní de 1965, la 1.ª División Blindada del Ejército Pakistaní (con 264 tanques estadounidenses, principalmente M47 y M48 Patton) fue derrotada en la Batalla de Asal Uttar el 10 de septiembre de 1965. A la fuerza pakistaní se enfrentaron tres regimientos blindados indios: el Regimiento a Caballo del Decán, el 3° de Caballería y el 8° de Caballería. Solamente el 8° de Caballería estaba equipado con tanques AMX-13. Los regimientos indios se retiraron, pero desplegaron sus tanques en una formación en U alrededor del pueblo de Asal Uttar. Los cañaverales y la hierba alta en la mayor parte de la zona permitieron a los tanques indios permanecer ocultos y fuera de la vista de los pakistaníes. Finalmente, unos 100 tanques pakistaníes fueron destruidos o capturados, mientras que las unidades indias solamente perdieron 10 tanques durante esta batalla.

### Israel

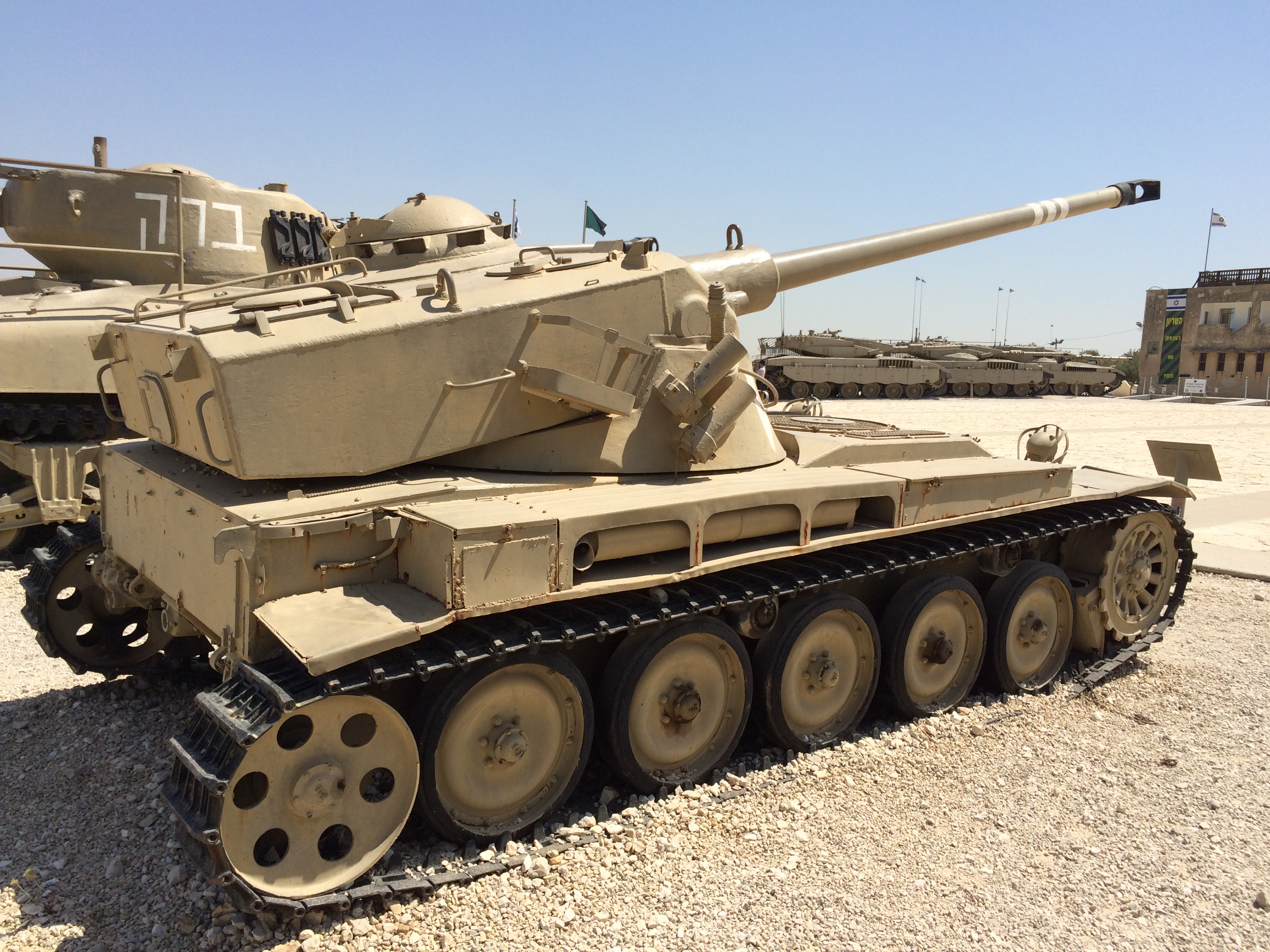
Perfil del AMX-13 del Museo de tanques de Yad La-Shiryon en Latrun.

El AMX-13 fue el primer tanque moderno que tuvo Israel y fue comprado en un período cuando Francia era el único país que vendía armas a Israel. Para 1956, Israel había recibido 180 tanques ligeros AMX-13 como parte de un acuerdo para reforzar el Ejército israelí y mantener el equilibrio a favor de Israel después del acuerdo de compra de armas entre Egipto y Checoslovaquia. Además de comprar los AMX-13, Israel también compró un lote de cañones de 75 mm empleados por estos tanques para rearmar otros tanques de su arsenal, tales como el M4 Sherman. Debido a la escasez de tanques, las FDI los emplearon como tanques principales de batalla y formaron un batallón de la 7.ª Brigada Blindada. Las unidades de reconocimiento blindado de las FDI no emplearon los AMX-13. Para 1967, Israel había comprado unos 400 AMX-13 y formó tres batallones equipados con estos, todos ellos lucharon durante la guerra de los Seis Días en todos los frentes.
- El primer batallón se dirigió hacia el sur de Cisjordania, a través de Taluzi y Tubas, ocupando Nablús (en Cisjordania).
- El segundo batallón capturó los puntos fuertes que protegían la Franja de Gaza y la carretera costera en el norte de la península del Sinaí (en Egipto).
- El tercer batallón tomó por asalto los Altos del Golán (en Siria).

Las FDI se dieron cuenta de que el AMX-13 tenía un blindaje muy delgado y un cañón principal poco potente. Tuvo grandes bajas en el Cruce de Rafah y el Paso de Jiradi durante la guerra de los Seis Días, muchos de ellos fueron destruidos por tanques de origen soviético desplegados por las fuerzas árabes, tales como el T-55 y el IS-3. En consecuencia, Israel gradualmente retiró del servicio a todos sus AMX-13 después de la guerra de los Seis Días y la mayoría de estos fueron vendidos entre 1968 y 1969 al recientemente fundado Ejército de Singapur.

### Líbano
Los AMX-13 libaneses fueron ampliamente utilizados durante la guerra civil libanesa por el Ejército libanés y diversos grupos armados dentro y fuera de Beirut entre 1975 y 1990, después del colapso de la estructura de las Fuerzas Armadas del Líbano en enero de 1976 y más tarde nuevamente en febrero de 1984 en vísperas de la Guerra de la Montaña. Durante este período, la mayoría de los AMX-13 del Ejército regular cayeron en manos de las fuerzas del Frente Libanés cristiano de derecha y del Movimiento Nacional Libanés musulmán de izquierda, o fueron capturados por facciones disidentes del Ejército libanés. Francia envió más tarde tanques AMX-13 adicionales al Ejército libanés regular entre 1978 y 1981. Los AMX-13 capturados fueron empleados por el Ejército Árabe Libanés, el Ejército del Líbano Libre, las Fuerzas Reguladoras Kataeb, la Milicia de los Tigres, las Fuerzas Libanesas, el Ejército del Sur del Líbano, los Regimientos Libaneses de Resistencia y el Ejército de Liberación Popular del Líbano. Casi todos los AMX-13 fueron finalmente devueltos al Ejército libanés por las milicias desmovilizadas entre 1990 y 1993.
En julio de 2018, 6 AMX-13 retirados de servicio y otros vehículos del Ejército libanés fueron hundidos en el mar cerca de la costa de Sidón para crear un arrecife artificial. Cabe destacar que los cañones de estos tanques hundidos apuntan al sur, en dirección a Israel, supuestamente como "una muestra de solidaridad con el pueblo palestino".

### Marruecos
Marruecos empleó algunos AMx-13 en la Guerra de las Arenas de 1963. Más tarde participaron en la Guerra del Sahara Occidental. Durante aquel conflicto, fueron complementados con el similar tanque ligero austriaco SK-105 Kürassier. 

### República Dominicana
Los AMX-13 fueron empleados tanto por las fuerzas gubernamentales como por los rebeldes durante la Guerra civil dominicana de 1965. Dos AMX-13 de las fuerzas rebeldes fueron destruidos por los M50 Ontos del Cuerpo de Marines de los Estados Unidos durante la subsecuente intervención estadounidense en República Dominicana.

## Prototipos
Char AMX-13 (2A)Prototipo con 4 ruedas de rodaje y rueda tensora apoyada sobre el suelo
Char AMX-13 (2B)Prototipo con 5 ruedas de rodaje y rueda tensora elevada
Char AMX-13 (2C)Prototipo con torreta FL-10 y 2 rodillos de retorno
Char AMX-13 (2D)Prototipo con 4 rodillos de retorno
Char AMX-13 (2E)Prototipo con 3 rodillos de retorno y cañón de 90 mm
Char AMX-13 (2F)Prototipo con 2 rodillos de retorno y, más tarde, cañón con manguito térmico

### Otros prototipos

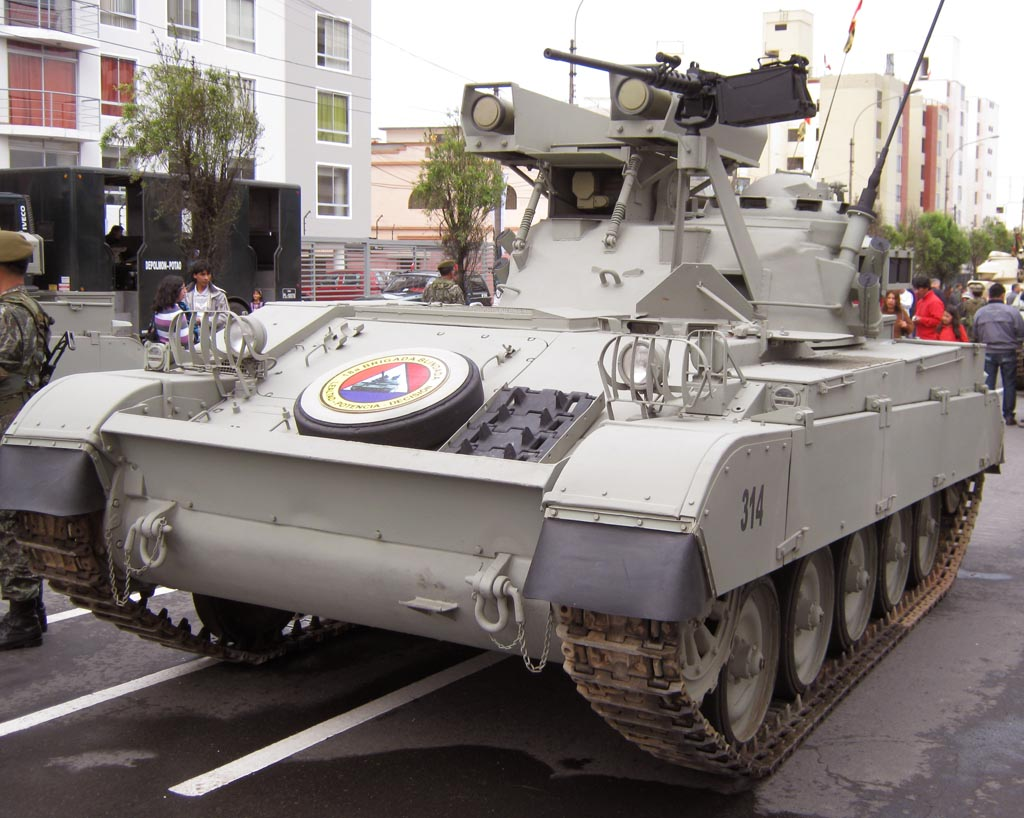
El AMX-13 Alacrán I.

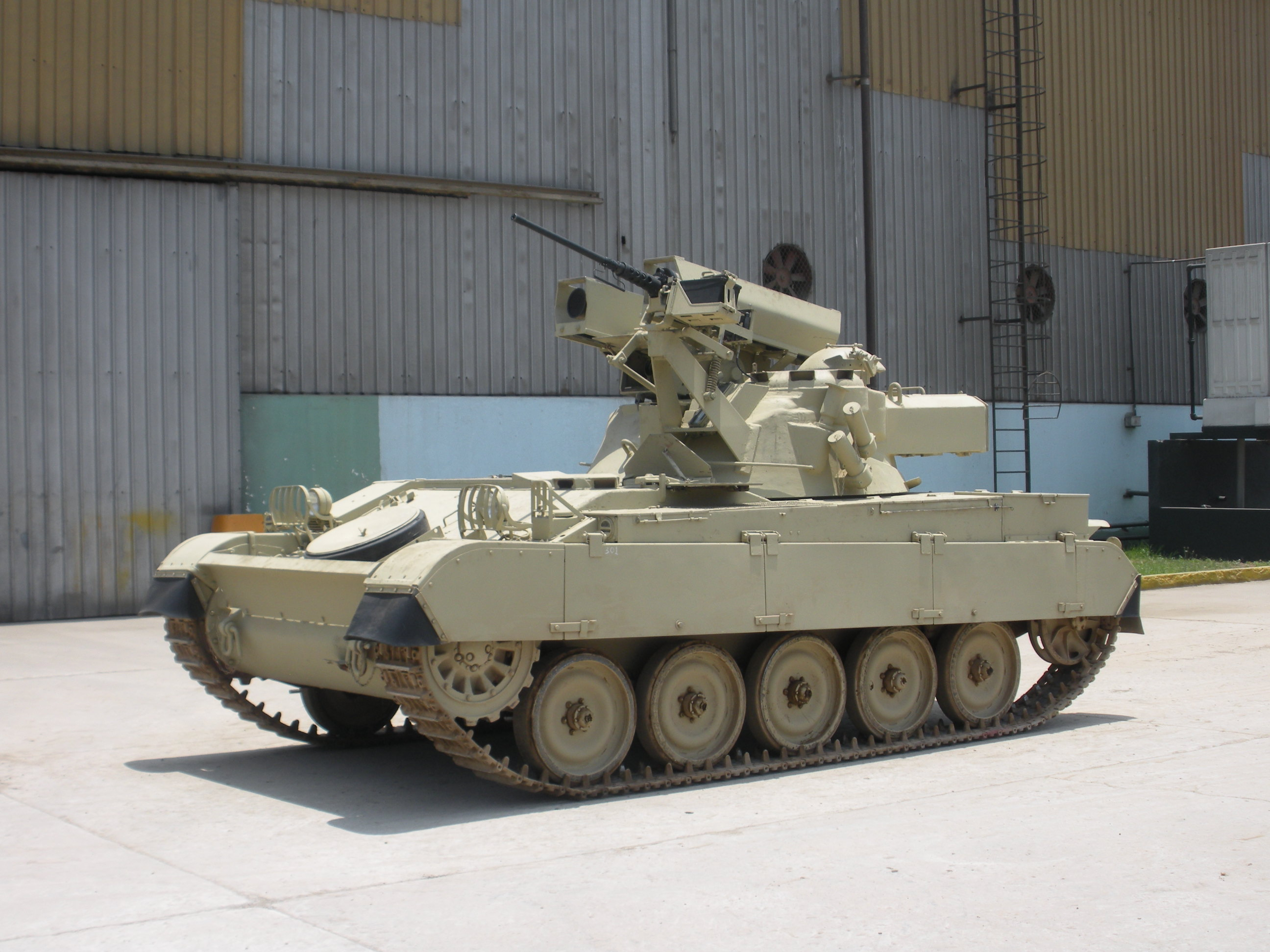
El AMX-13 Alacrán II.

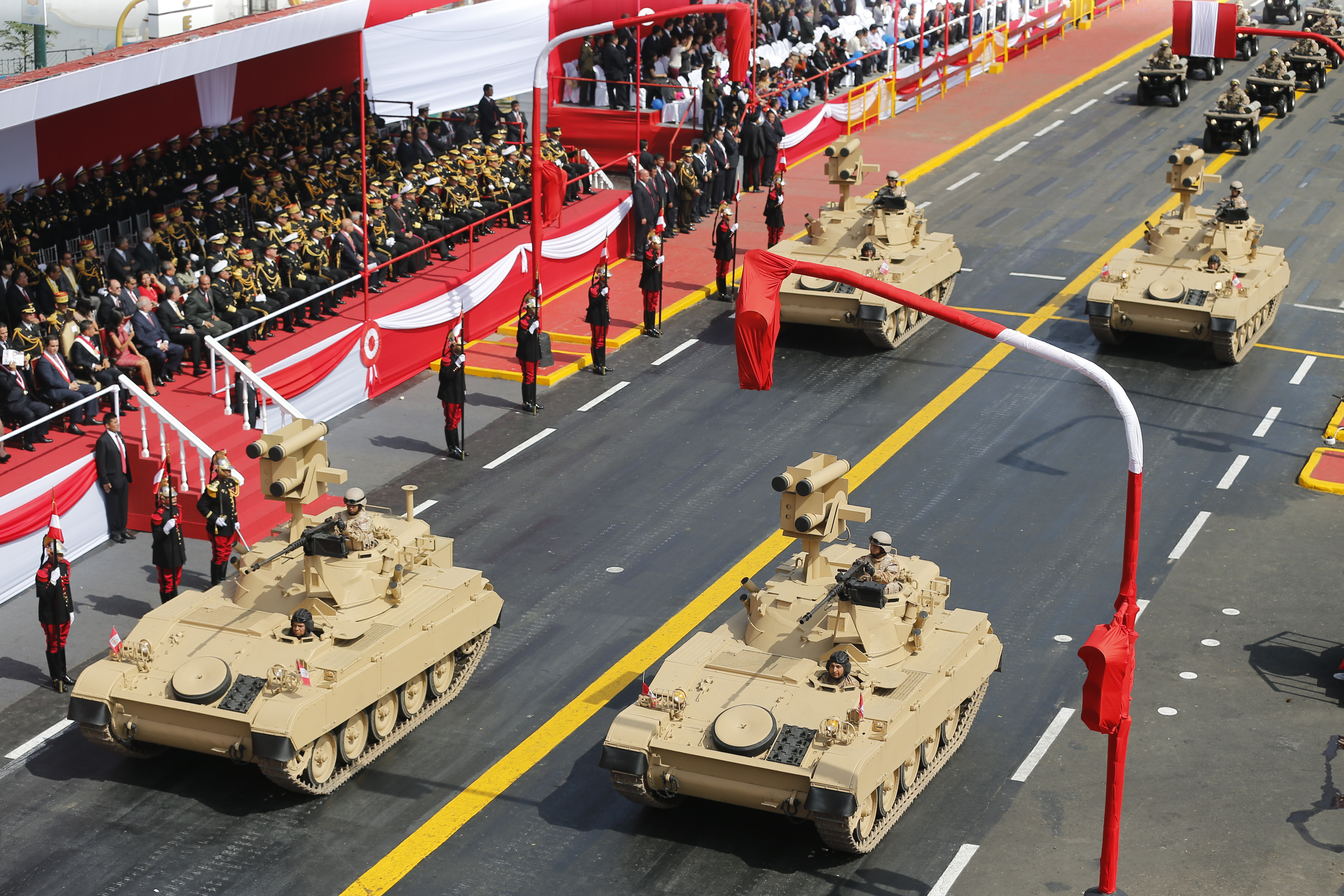
El AMX-13 Alacrán III.

AMX-13 avec tourelle A14Equipado con una torreta alemana HS-30
AMX-13Equipado con un cañón de 105 mm
AMX-13/75 (AMX-13e)Variante experimental con cañón de 75 mm de caña corta montado en torreta FL-11
Char AMX-13 avec Canon 57 L/100Prototipo con un cañón especial
AMX-13Armado con dos cañones automáticos de 20 mm, montados dentro de una torreta soldada sin resalte
Char 48FCMTambién conocido como Char 12T FCM, DCA de Quatre Canons de 20 mm, armado con cuatro cañones automáticos 20 mm montados en una torreta FL-4
DCA de 40 mmTambién conocido como Char 13T DCA, está armado con un cañón automático Bofors L/70 de 40 mm montado en una gran torreta facetada
AMX-13 GTISuspensión mejorada por Krauss-Maffei
AMX-13 THSPrototipo equipado con transmisión hidroestática
AMX-13Equipado con el lanzacohetes múltiple Rapace 14
AMX-13 HOTEquipado con lanzadores de misiles antitanque filoguiados HOT
AMX-13 Alacrán IEquipado con lanzadores de misiles antitanque Kornet, este cazatanque fue diseñado por el Oficial del Ejército del Perú ingeniero de Material de Guerra Guiovani Gastañaga Álvarez en el año 2008 y actualmente profesor de balística, municiones, misiles y polvorines en la Escuela Militar de Chorrillos. Comprendió trabajos de reducir el peso de combate a un total de 3,8 t, para brindarle mejor prestaciones de movilidad, estaba dotado de un total de cinco misiles Kornet, dos en las rampas de lanzamiento y tres en los alojamientos de almacenamiento; asimismo, contaba con una ametralladora calibre 12,7 mm con un total de 2.000 cartuchos y tenía una tripulación de tres hombres.
AMX-13 Alacrán IIEquipado con lanzadores de misiles antitanque Kornet, este cazatanque fue diseñado por el Oficial del Ejército del Perú ingeniero de Material de Guerra Guiovani Gastañaga Álvarez en el año 2010 y actualmente profesor de balística, municiones, misiles y polvorines en la Escuela Militar de Chorrillos. Comprendió trabajos de reducir el peso de combate a un total de 3,8 t, para brindarle mejor prestaciones de movilidad, estaba dotado de un total de cinco misiles Kornet, dos en las rampas de lanzamiento y tres en los alojamientos de almacenamiento; asimismo, contaba con una ametralladora calibre 12,7 mm con un total de 2.000 cartuchos y tenía una tripulación de tres hombres.
AMX-13 Alacrán IIIEquipado con lanzadores de misiles antitanque Kornet, este cazatanque fue diseñado por el Oficial del Ejército del Perú ingeniero de Material de Guerra Guiovani Gastañaga Álvarez en el año 2012 y actualmente profesor de balística, municiones, misiles y polvorines en la Escuela Militar de Chorrillos. Comprendió trabajos de reducir el peso de combate a un total de 3,8 t, para brindarle mejor prestaciones de movilidad, estaba dotado de un total de cinco misiles Kornet, dos en las rampas de lanzamiento y tres en los alojamientos de almacenamiento; asimismo, contaba con una ametralladora calibre 12,7 mm con un total de 2.000 cartuchos y tenía una tripulación de tres hombres.

## Variantes de serie

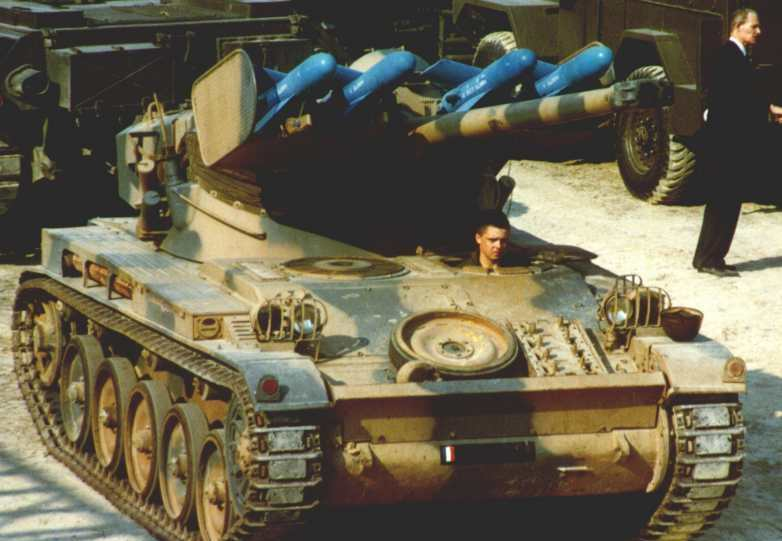
Un AMX-13 equipado con lanzadores de misiles antitanque SS-11.

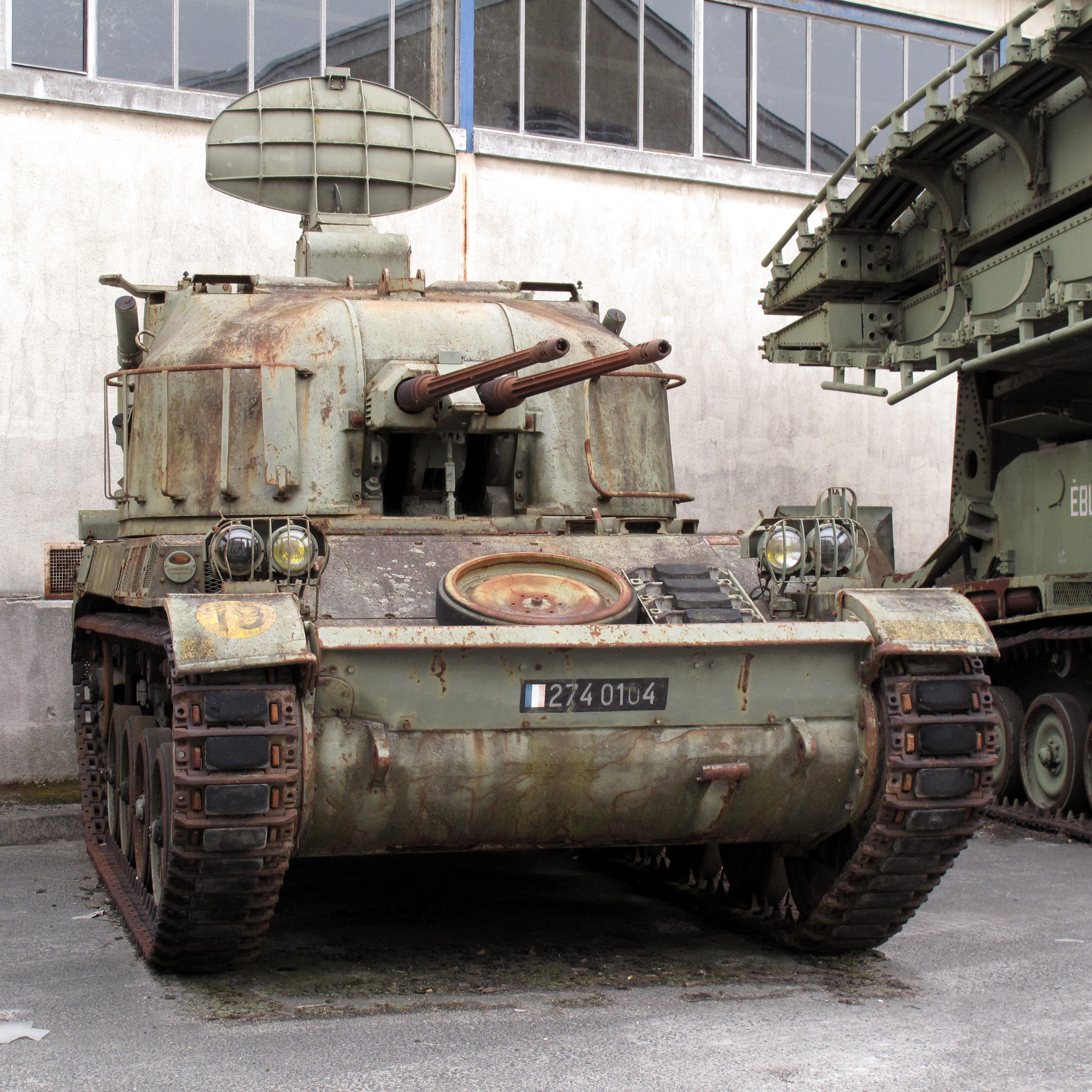
El AMX-13 DCA, versión antiaérea.

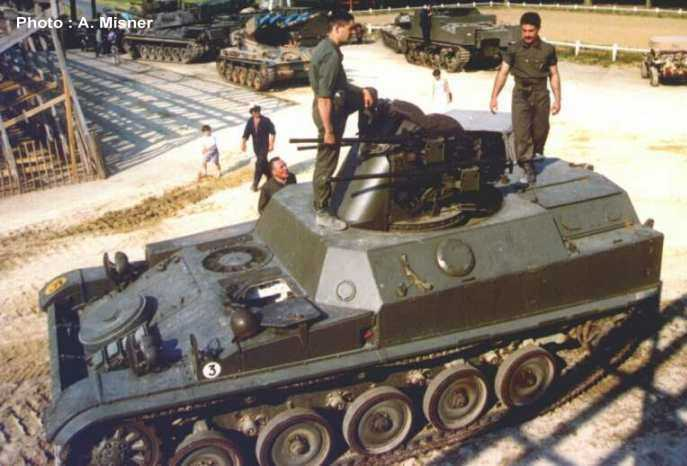
Un AMX VCI (versión transporte blindado de personal del AMX-13), equipado con la torreta estadounidense M55.

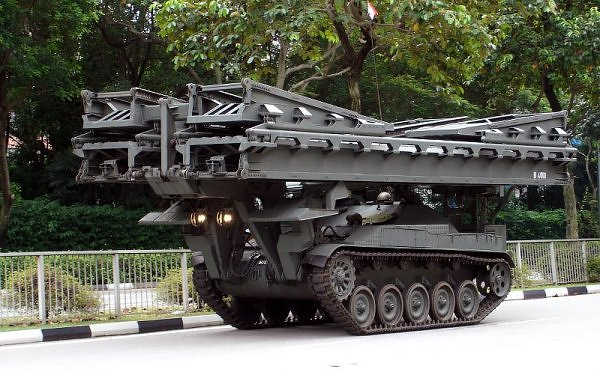
Un AMX-13 AVBL (Armoured Vehicle-Launched Bridge, posapuentes) del Ejército de Singapur.

AMX-13Algunos vehículos iniciales fueron equipados con la torreta del M24 Chaffee
AMX-13 [DTT]Vehículos iniciales equipados con la torreta del M24 Chaffee, transformados en vehículos de entrenamiento de conductores al retirarles el cañón
AMX-13/75 Modèle 51Con cañón de alta velocidad de 75 mm montado en una torreta FL-11, la misma del automóvil blindado Panhard EBR, con dos rodillos de retorno
AMX-13/75 Modèle 51Con cañón de alta velocidad de 75 mm montado en una torreta FL-11, con cuatro rodillos de retorno y mayor espacio de almacenamiento
AMX-13 T75 (Char Lance SS-11)Equipado con lanzadores de misiles antitanque filoguiados SS-11
AMX-13 T75 avec TCAEquipado con un sistema de guiado electrónico para los misiles
AMX-13/90 Modèle 52Equipado con una torreta FL-10, rearmada con el cañón F3 90 mm
AMX-13/90 LRFEquipado con un telémetro láser
AMX-13/105 Modèle 58Equipado con una torreta FL-12 armada con un cañón de 105 mm (empleado por el Ejército Argentino y los Países Bajos)
AMX-13/105Versión de exportación actualizada del Modèle 58, con cañón con manguito térmico y glacis rediseñado
AMX-13 Model 1987Versión de serie tardía
AMX-13 DCA 30Versión antiaérea equipada con un radar retráctil; se produjeron 60 unidades desde 1969.
AMX-13 [Tanque de entrenamiento]Un AMX-13 al que se le retiró la torreta; empleado para entrenamiento de conductores
AMX-13 Modèle 55 (AMX-D)Versión de ingenieros
AMX-13 PDP (Poseur De Pont) Modèle 51Posapuentes con puente de tijeras

### Paquetes de modernización
- Paquete de rearme Cockerill 90 mm: reemplaza el cañón de 75 mm con uno de 90 mm
- Actualización de Giat Industries con motor diésel Baudouin 6F 11 SRY y torreta actualizada
- Paquete de blindaje adicional de Giat Industries, instalado en el mantelete de la torreta, sus lados y el glacis
- Paquete de actualización NIMDA: de origen israelí
- Actualización del sistema de control de disparo INDRA Amazon, con termógrafo y telémetro láser

### Nacionales
Indonesia
- AMX-13 Fueron actualizados en 1995 con motor Detroit Diesel DDA GM6V-53 T, transmisión automática ZF 5WG-180 y suspensión hidroneumática “Dunlostrut”. En 2014 fueron actualizados nuevamente.[13]

Países Bajos
- AMX-13/FL-12 Actualización holandesa equipada con un reflector y ametralladoras FN MAG
- AMX-13/FL-15 Versión holandesa equipada con una torreta FL-15

Perú
- AMX-13PA5 Escorpión Actualización para un AMX-13/105 estándar, creado por el diseñador peruano Ingeniero Sergio Casanave Quelopana. Iba equipada con equipos de comunicación modernos y cuatro lanzadores de misiles antitanque 9M14-2T.
- AMX-13PA8 Escorpión-2 creado por el diseñador peruano Ingeniero Sergio Casanave Quelopana. Equipado con el sistema de control de disparo Dante (computadora balística/telémetro láser/visión nocturna/sistema CCTV). También se propuso como armamento cuatro misiles antitanque guiados por láser Barrier R-2 y ametralladoras de 7,62 mm y 12,7 mm.
- AMX-13 Escorpión 3 Vehículo de Combate de Caballería creado por el diseñador peruano Ingeniero Sergio Casanave Quelopana. Equipado con una torreta operada a control remoto y armada con un cañón automático ZTM-1 de 30 mm, 2 lanzadores para misiles antitanque Rayo R-2P y una ametralladora coaxial calibre 7,62 mm.
- AMX-13D30 Vulcano Obús autopropulsado. Creado por el diseñador peruano Ingeniero Sergio Casanave Quelopana. Armado con el cañón D-30 calibre 122 mm.

Singapur

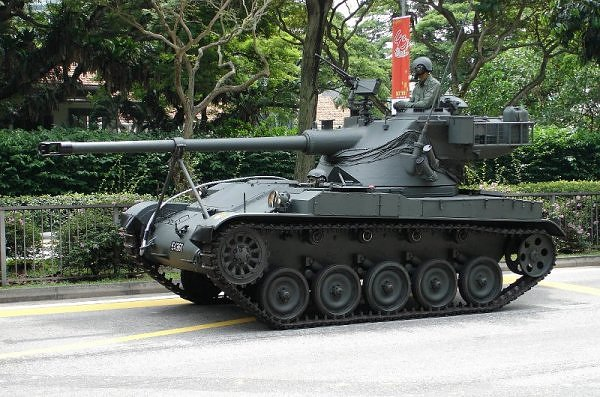
Un AMX-13/SM-1 (Singapore Modernised 1) del Ejército de Singapur.

- AMX-13S Reconstrucción del AMX-13/75 Modèle 51 (FL-11) estándar hecha en Singapur antes de la actualización SM-1.
- AMX-13SM1 (Singapore Modernised 1): Actualización singapurense con equipos de comunicación modernos, un nuevo motor diésel en lugar del de gasolina original, transmisión y suspensión mejoradas, telémetro láser y periscopio con visión nocturna, hecha por ST Kinetics.[14] El cañón principal de 75 mm no fue reemplazado.[14]

Suiza
- Leichter Panzer 51 Versión del Ejército suizo

Venezuela
- AMX-13V AMX-13/90 actualizado para el Ejército venezolano
- AMX-13 [LAR-160] versión venezolana armada con el lanzacohetes múltiple IMI LAR-160 de 160 mm
- AMX-13M51 Ráfaga versión antiaérea del Ejército venezolano, armada con dos cañones automáticos Bofors L/70 de 40 mm montados en una torreta M-4E1

### Transporte blindado de personal
El AMX-13 sirvió como base para una serie de transportes blindados de personal, que empezó con el AMX-VTT y terminó con el AMX-VCI. El chasis del transporte blindado de personal fue la base de diversas variantes.

### Obús autopropulsado
105 mm

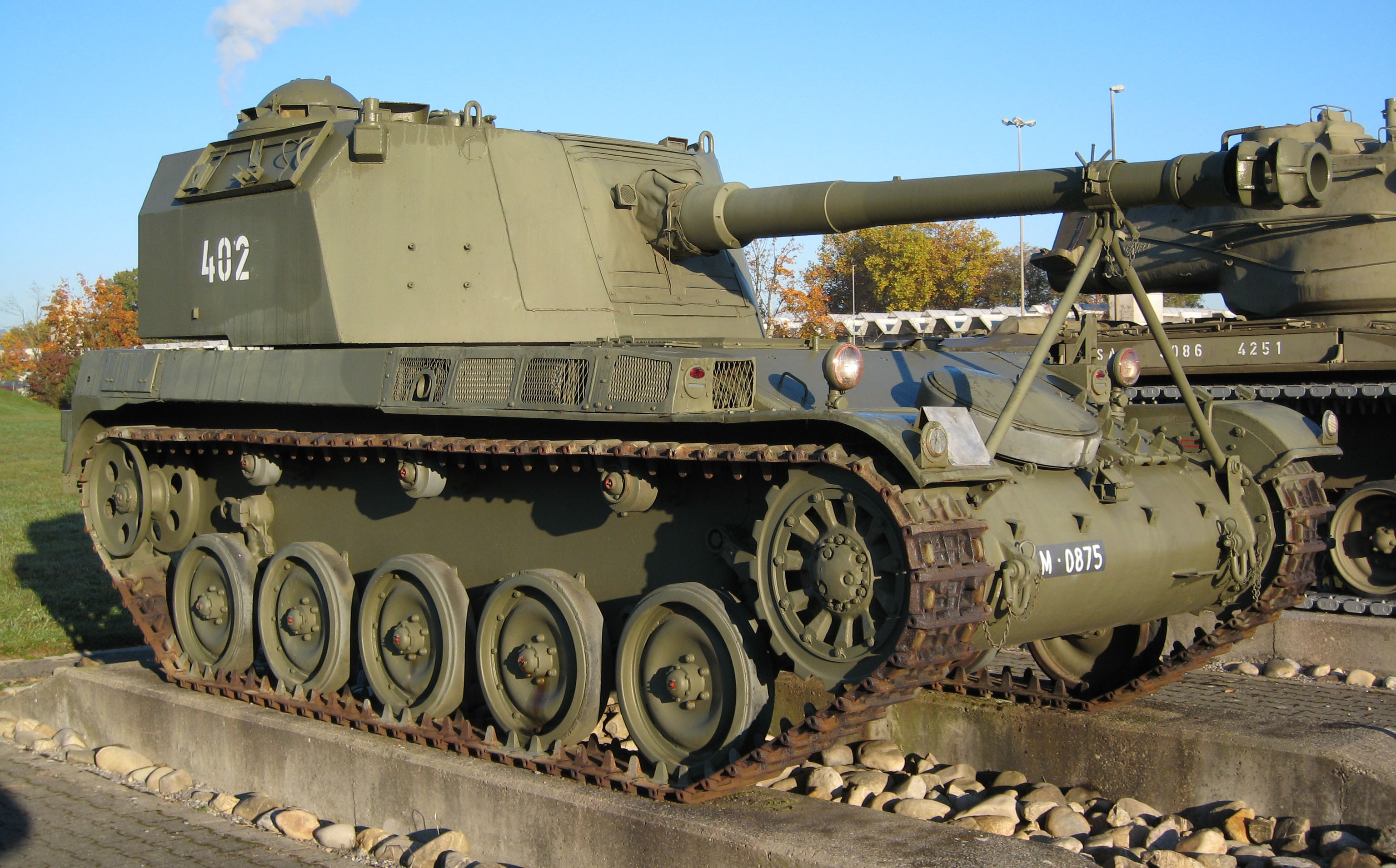
Obús autopropulsado AMX Mk F2 de 105 mm, que fue probado por el Ejército suizo.

- AMX Mk 61 (AMX-105A) Automoteur de 105 du AMX-13 en casemate: Obús autopropulsado armado con el Obusier de 105 modèle 1950, montado dentro de una casamata
- AMX Mk 61 (Netherlands) Versión del Ejército holandés, armada con un obús con caña de 30 calibres y una ametralladora Browning operada por el comandante
- AMX Mk 62 (AMX-105B) Prototipo con el obús de 105 mm montado en una torreta
- AMX Mk 63 (AMX-105B, AMX Mk F2) Prototipo del Mk 62 con una cúpula con ametralladora instalada sobre la torreta

155 mm
- AMX Mk F3 (Obusier de 155 mm sur affut automoteur AMX-13 T, AMX-155) Obús autopropulsado de 155 mm

## Usuarios

### Actuales

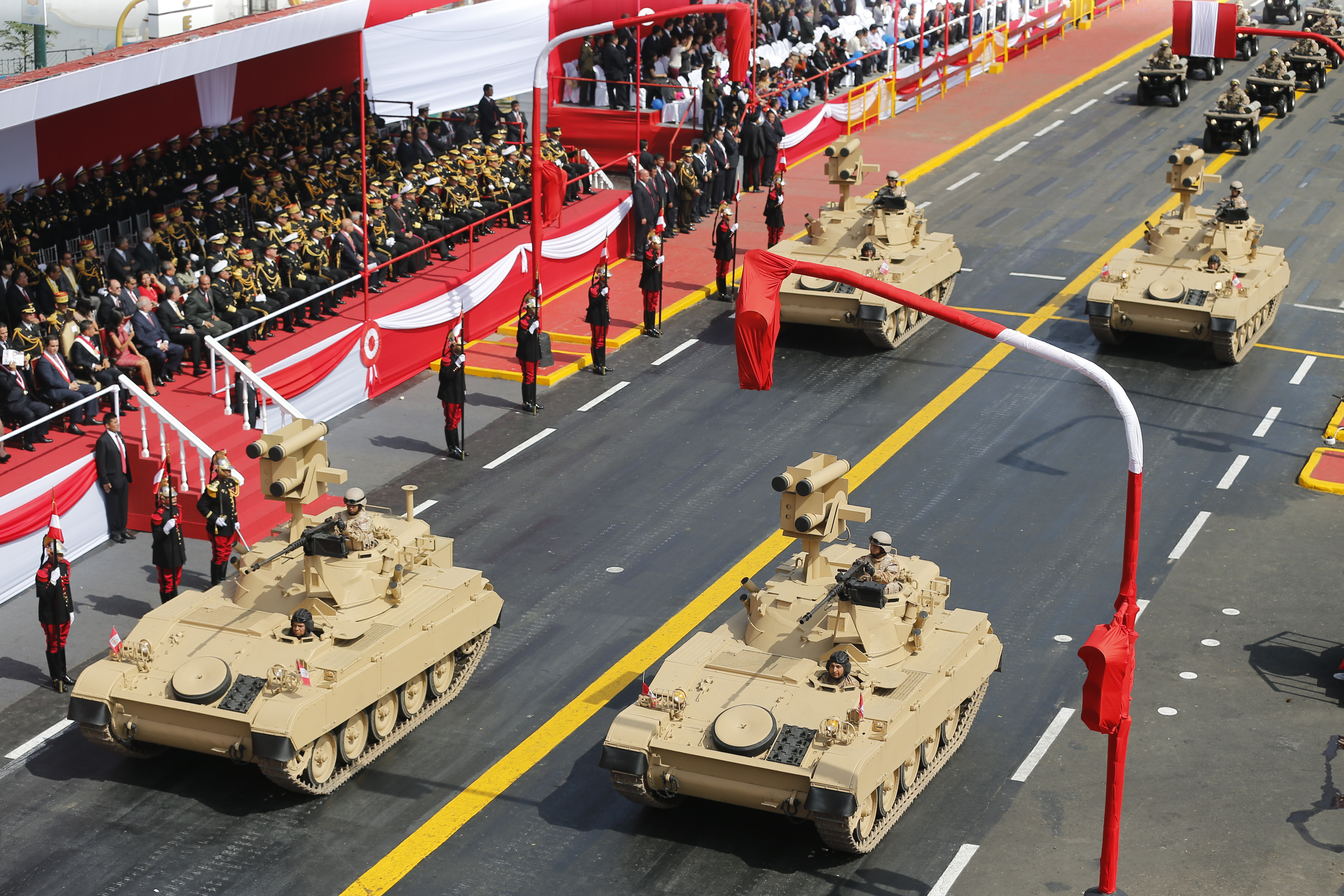
Cuatro AMX-13 peruanos actualizados, a los cuales se les reemplazó el cañón principal de 75 mm por un lanzador de misiles antitanque guiados por láser Kornet-E (Designación OTAN AT-14 Spriggan).

- Ecuador: 108 AMX-13/105, 80 AMX VCI, 12 AMX MK F3 155 mm[2]
- Indonesia: De los 275, solamente unos 120 AMX-13/105 continúan en servicio en 2018. Se ha planificado su reemplazo con el PT Pindad Harimau, un desarrollo conjunto entre Indonesia y Turquía.[2]
- Marruecos: 120 AMX-13/75 y 4 AMX-13 CD (vehículo de ingenieros);[2] 5 operativos.[15]
- Perú: Se indica que se tuvieron 180 unidades, 110 AMX-13/75 y 70 AMX-13/105,[2] en 1980 30 AMX-13/75 fueron actualizados al del 105, haciendo un total de 80 AMX-13/75 y 100 AMX-13/105, en la actualidad solo operan 70 AMX-13/105.
- Venezuela: 67 AMX-13; 36 AMX-13/75 y 31 AMX-13/90[2]

### Antiguos
- Argelia: 44 AMX-13/75[2]
- Argentina:  tanque Patagón, 60 AMX-13/105, 30 AMX-VCI, 24 AMX Mk F3 155 mm y 2 AMX-13 PDP (posapuentes).[2]
- Austria: 72 AMX-13/75 y 3 AMX-13 CD (vehículo de ingenieros)[2]
- Bélgica: 555 AMX-13[16]
- Camboya: 20 AMX-13/75[2]
- Costa de Marfil: 5 AMX-13/75[2]
- Egipto: 20 AMX-13/75[17]
- Francia: 4.300 (de todos los tipos)[2]
- Guatemala: 8 AMX-13/75[2]
- India: 164 AMX-13/75[2]
- Israel: 400 AMX-13/75[2]
- Líbano: 75 tanques; 42 AMX-13/75, 13 AMX-13/90 y 22 AMX-13/105[2]
- Nepal: 56 AMX-13/75; posiblemente comprados a Singapur[2]
- Países Bajos: 131 AMX-13/105, con la designación AMX-13 PRLTTK (Pantserrups  Lichte Tank) y 34 vehículos de ingenieros AMX-13 PRB (Pantserrups Berging). Todos fueron retirados de servicio en 1983.[18]
- República Dominicana: 15 AMX-13/75[2]
- Singapur: recibió 340 AMX-13/75 (150 de Suiza, 150 de la India y 40 de Israel)[2]
- Suiza: 200 AMX-13/75[2]
- Túnez: 30 AMX-13/75[2]
- Vietnam del Sur: 4 AMX-13 CD (vehículo de ingenieros)[2]
- Yibuti: 60 AMX-13/90[2]

## Galería fotográfica

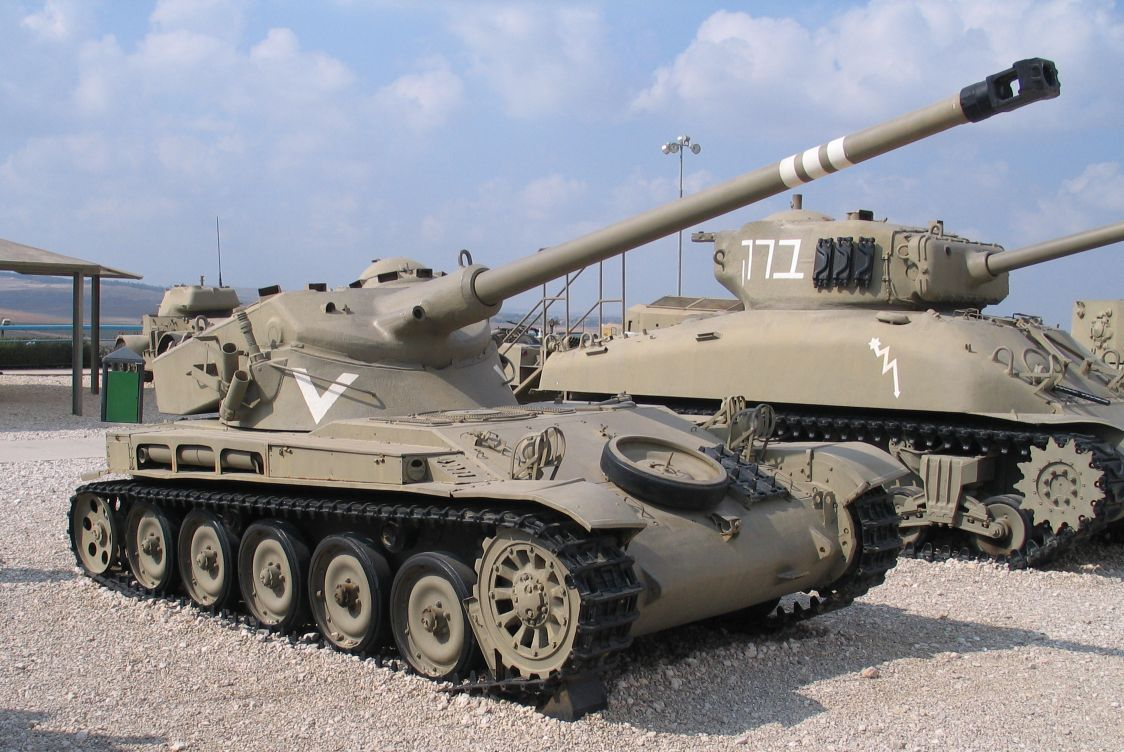
Un AMX-13 retirado de las Fuerzas de Defensa de Israel.
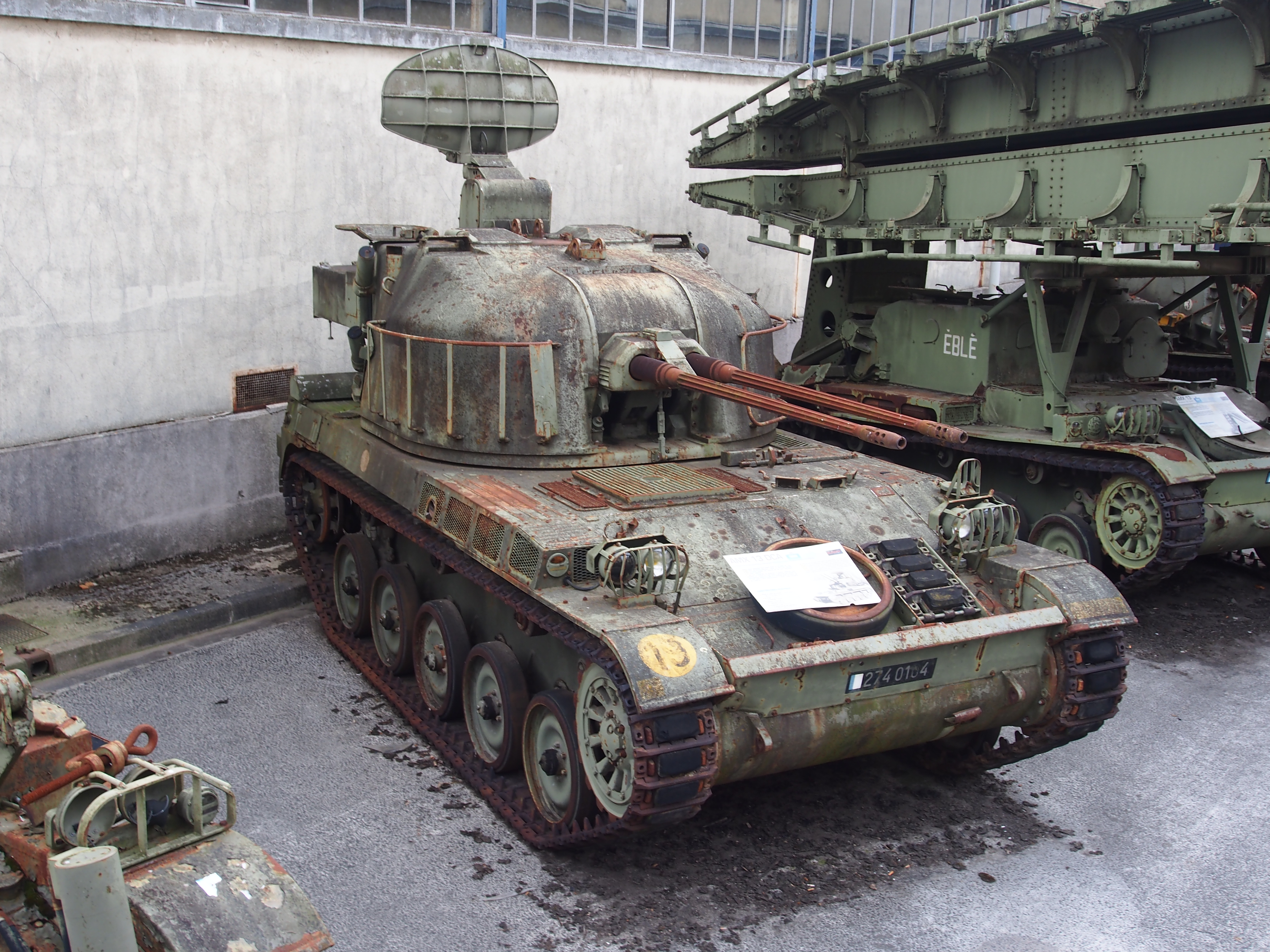
Versión con batería antiaérea doble y radar de tiro del Ejército Francés.
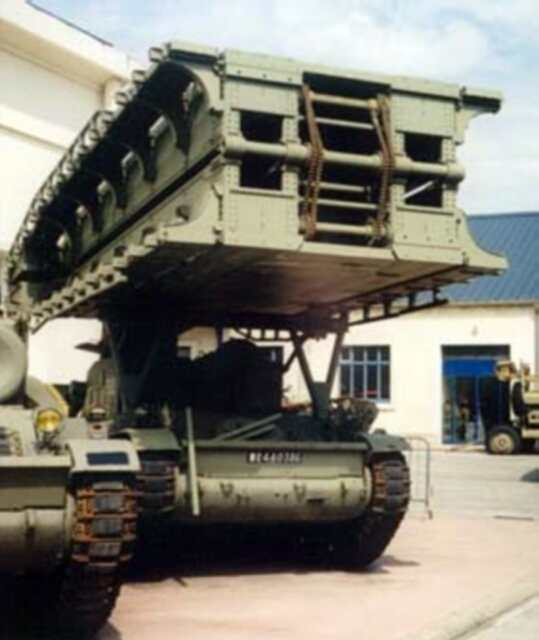
Versión posapuentes del AMX 13.
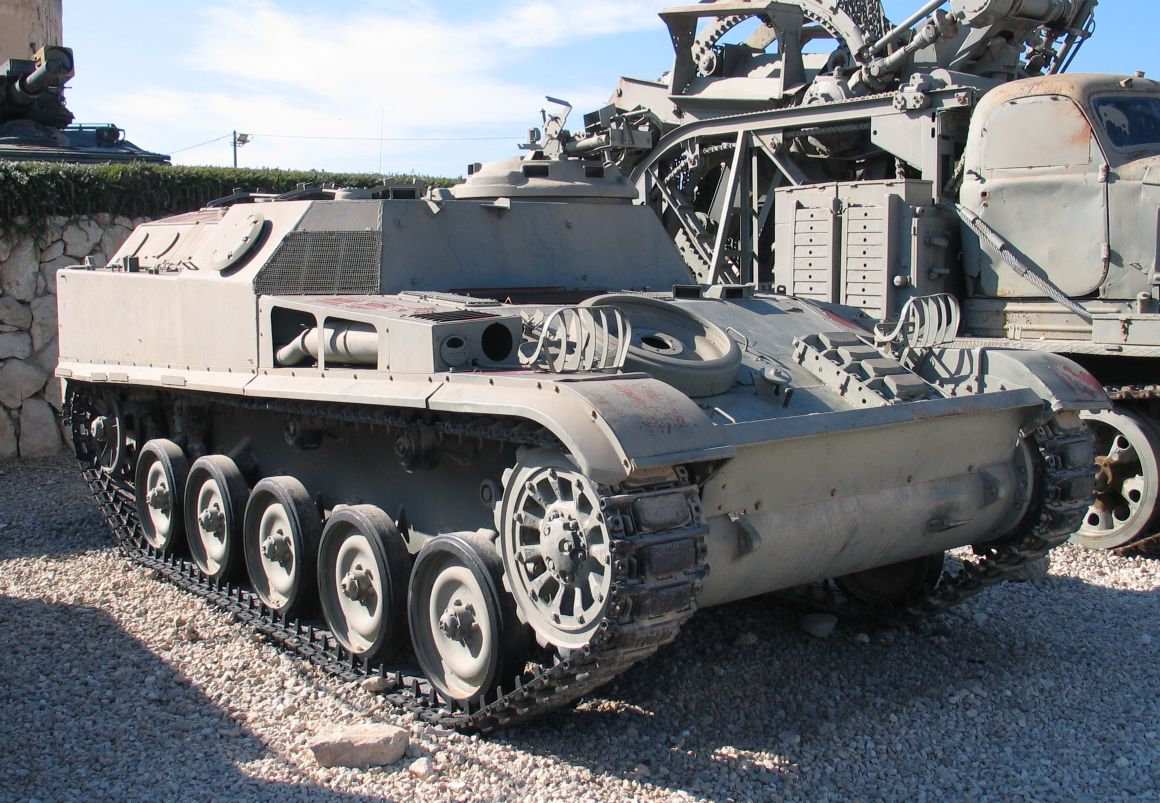
AMX VCI.
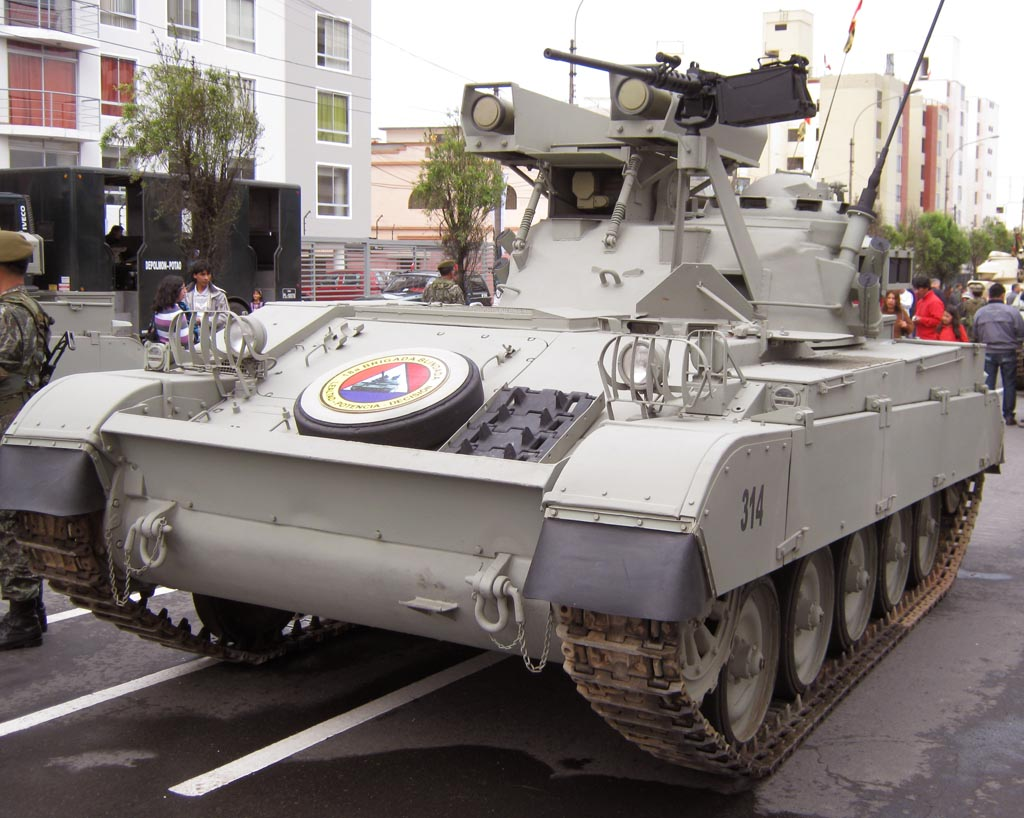
AMX-13 "Alacrán" con montaje Kornet del Ejército del Perú.
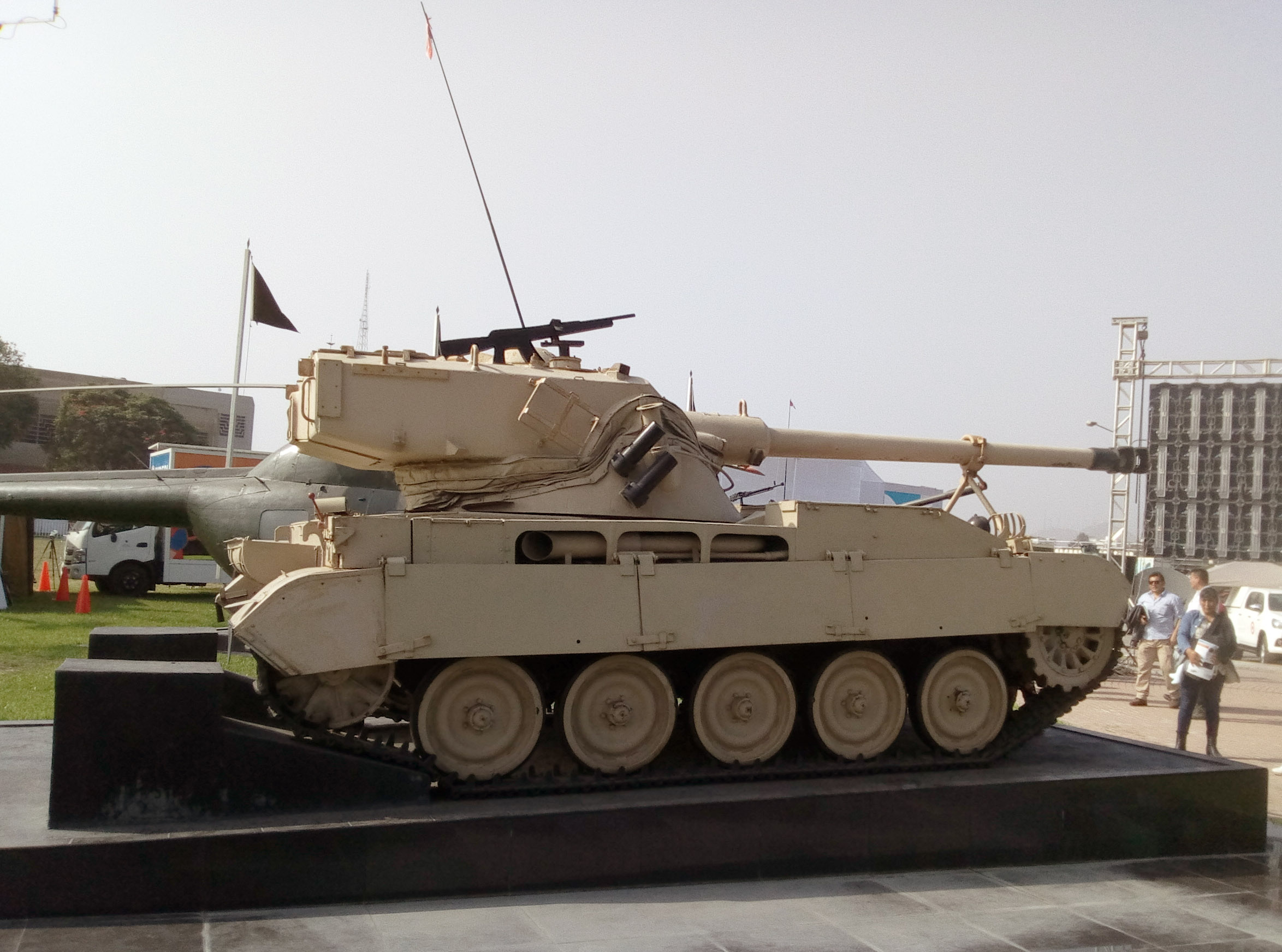
AMX-13 del ejercito de Perú